# Брюхово (Пермский край)
Брюхово — село в Еловском районе Пермского края России. Административный центр Брюховского сельского поселения.

## История
Брюхово было основано в 1830 году выходцами из города Оса. Название происходит от фамилии первопоселенцев. В «Списке населенных мест Российской империи» 1869 года населённый пункт упомянут как деревня Межная нижняя (Брюхова) Осинского уезда (2-го стана) Пермской губернии, при речке Межне нижней, расположенная в 70 верстах от уездного города Оса. В деревне насчитывалось 41 двор и проживало 269 человек (129 мужчин и 140 женщин).

В 1908 году в селе Нижней Межне, относящейся к Верх-Межнинскому обществу Маркетовской волости Осинского уезда, имелось 100 дворов и проживало 533 человека (241 мужчина и 292 женщины). Большинство населения представляло собой бывших государственных крестьян, православного и древнеправославного вероисповеданий, русских по национальности. В Нижней Межне функционировали православная церковь, церковно-приходская школа и еженедельный базар.

## География
Село находится в юго-западной части Пермского края, в подтаёжной зоне, на берегах реки Межонка (приток реки Пизь), на расстоянии примерно 18 километров (по прямой) к юго-юго-западу (SSW) от села Елово, административного центра района. Абсолютная высота — 158 метров над уровнем моря.

### Часовой пояс
Село Брюхово, как и весь Пермский край, находится в часовой зоне МСК+2. Смещение применяемого времени относительно UTC составляет +5:00.

## Население
| 2010 |
| ---- |
| 377  |

Гендерный состав
По данным Всероссийской переписи населения 2010 года в гендерной структуре населения мужчины составляли 46,4 %, женщины — соответственно 53,6 %.
Национальный состав
Согласно результатам переписи 2002 года, в национальной структуре населения русские составляли 93 %.

## Инфраструктура
В селе функционируют средняя общеобразовательная школа, детский сад, специальная (коррекционная) школа-интернат, фельдшерско-акушерский пункт, дом культуры, библиотека и отделение Почты России.

## Улицы
Уличная сеть села состоит из семи улиц: